# Thylacospermum caespitosum
Thylacospermum caespitosum là loài thực vật có hoa thuộc họ Cẩm chướng. Loài này được (Cambess.) Schischk. miêu tả khoa học đầu tiên năm 1932.